# Немонін
Немонін (рос. Немонин, нім. Nemonien; у верхній течії — Немонінка) — річка в Російській Федерації, що протікає по території Калінінградської області. Впадає у Куршську затоку Балтійського моря. Довжина — 46 км.